# Forelius macrops
Forelius macrops är en myrart som beskrevs av Kusnezov 1957. Forelius macrops ingår i släktet Forelius och familjen myror. Inga underarter finns listade i Catalogue of Life.